# Giosuè Borsi (nave)
La Giosuè Borsi fu una nave da carico della classe Foscolo, in servizio per la Tirrenia di Navigazione dal 1947 al 1977. 

## Caratteristiche
La nave, appartenente ad una classe di undici unità, era stata pensata per prestare servizio sulle linee merci per il Nord Europa della Tirrenia. In aggiunta alle merci, poteva trasportare fino a 12 passeggeri, per i quali erano disponibili dieci cabine (otto singole e due doppie), tutte con servizi privati. Le sale pubbliche comprendevano una sala di convegno e bar con 18 posti e una sala da pranzo da 16 posti. La portata lorda era di circa 4 100 tonnellate; la nave disponeva di cinque stive, con una capacità complessiva di 7 083 m³. Le stive 1, 4 e 5 erano caricate per mezzo di bighi, la 2 e la 3 mediante gru elettriche.
Lo scafo, in acciaio saldato e chiodato, era diviso longitudinalmente da sette paratie stagne; i ponti erano cinque, due dei quali (il ponte principale e quello di coperta) continui da poppa a prua. La nave era spinta da un motore LS 688 C della FIAT Grandi Motori, che erogava 4 375 cavalli a 125 giri al minuto, grazie al quale poteva raggiungere una velocità di crociera di 14,75 nodi.
Vista l'impellente necessità di riattivare i collegamenti passeggeri per le isole maggiori, nel 1948 la nave, similmente a quanto fatto per la gemella Cagliari, fu trasformata in unità mista merci-passeggeri. Il numero massimo di passeggeri trasportabili passò da 12 a 570; le sistemazioni passeggeri comprendevano 18 cabine di prima classe (con 47 posti in totale), 14 di seconda classe (con 52 posti letto) e quattro dormitori di terza classe, due per uomini (con 80 posti complessivi) e due, con 12 letti ciascuno, per donne. Furono poi aggiunte tre sale da pranzo separate, una per classe. Nel 1953, con l'entrata in servizio delle unità di classe Regione, la Giosuè Borsi fu ritrasformata in nave da carico, riassumendo in larga parte le caratteristiche precedenti.

## Servizio
La Giosuè Borsi fu impostata sugli scali del cantiere navale del Muggiano il 29 dicembre 1941. La costruzione procedette a rilento, sia per la difficoltà nell'approvvigionamento dei materiali dovuta alla guerra in corso, sia perché la nave fu utilizzata come fonte di ricambi per la gemella Oriani, gravemente danneggiata in un bombardamento e riportata presso i cantieri di costruzione per le riparazioni. Al momento dell'armistizio dell'8 settembre, la nave si trovava ancora sullo scalo, completa per il 50%, e i lavori di costruzione furono sospesi. Pur danneggiata dai bombardamenti e dal prelievo di materiali e macchinari da parte dei tedeschi, la Giosuè Borsi sopravvisse alla guerra: i lavori di costruzione furono ripresi nel giugno 1945 e la nave fu varata il 28 aprile 1946. Consegnata alla Tirrenia l'11 gennaio 1947, fu noleggiata all'Adriatica di Navigazione, che la mise in servizio sulla linea Genova - Alessandria d'Egitto. 
Scaduto il noleggio, nel settembre 1948 la Giosuè Borsi fu inviata ai Bacini di Napoli per aggiungere delle sistemazioni passeggeri, in modo simile a quanto fatto per la gemella Oriani. Riconsegnata alla Tirrenia il 27 dicembre 1948, fu destinata alla Napoli - Palermo, affiancandosi alla Città di Tunisi fino al 1953. Nel maggio di quell'anno, in virtù del fatto che i servizi passeggeri erano ormai coperti dalle nuove unità della classe Regione, la nave fu riconvertita in nave da carico e dal primo giugno andò a riattivare, insieme alla gemella Cagliari (ex Oriani), la Linea 36 tra Adriatico e Nord Europa, per la quale era stata concepita 15 anni prima. La linea prevedeva scali a Venezia, Bari, Catania, Messina, Palermo, Napoli, Londra, Amburgo, Rotterdam, Anversa e, al ritorno, Savona (o Genova), Napoli, Messina, Catania, Bari e Trieste; venivano effettuati 21 viaggi all'anno
Nel gennaio 1976, in seguito all'assegnazione delle linee per il Nord Europa all'Adriatica di Navigazione, fu noleggiata a quest'ultima compagnia. Il noleggio durò fino all'8 luglio 1976, quando la Giosuè Borsi fu sostituita da un'unità ro-ro merci della classe Tomakomai Maru e fu posta in disarmo a Napoli. Nel febbraio 1977 venduta ad un armatore cipriota. Rinominata Dawn, nell'agosto 1979 fu demolita a Vado Ligure.

## Origine del nome
La nave era intitolata al poeta e scrittore Giosuè Borsi, caduto durante la prima Guerra mondiale.